# 拉蒙·何塞·貝拉斯克斯
拉蒙·何塞·貝拉斯克斯（西班牙語：Ramón José Velásquez；西班牙語發音：[raˈmon χoˈse βeˈlaskes]，1916年11月28日—2014年6月24日）出生於委內瑞拉聖胡安德科隆，是一位委內瑞拉臨時總統，1993年至1994年在任。

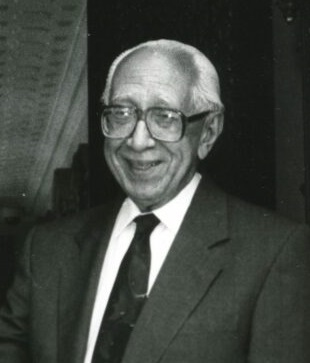
拉蒙·何塞·貝拉斯克斯

## 生平
拉蒙·何塞·貝拉斯克斯的父親是一家报纸的记者和校对员。1942年，拉蒙·何塞·貝拉斯克斯获得委内瑞拉中央大学社会和政治学博士学位，1943年获得法学学位。
1941年，拉蒙·何塞·貝拉斯克斯成為一家報社的記者。